# L'Innocence persécutée

L'Innocence persécutée est un pamphlet anonyme rédigé en vers paru en 1667.
Prenant pour sujet le procès de Fouquet, cette œuvre est écrite contre Colbert et Séguier. On y a vu un prototype du Tartuffe et elle fut attribuée à Molière.
Aujourd'hui on l'attribue plutôt à La Fontaine.